# Mlynárovce
Mlynárovce (maďarsky Molnárvágása – do roku 1907 Mlinaróc) jsou obec na Slovensku v okrese Svidník, v Nízkých Beskydech, v Ondavské vrchovině, v údolí horní Radomky.

## Historie
Obec vznikla kolem poloviny 14. století a poprvé byla písemně zmíněna v roce 1414 jako Molnarwagasa. V roce 1427 zde bylo zaznamenáno 30 port a místo bylo součástí panství Makovica jako majetek rodu Cudarů. V 15. století zde stával dřevěný římskokatolický kostel. V roce 1600 zde bylo 17 poddanských domů.
V roce 1787 měla obec 60 domů a 417 obyvatel, v roce 1828 zde bylo 54 domů a 415 obyvatel, kteří byli zaměstnáni jako rolníci, pastevci a lesní dělníci. Ve druhé polovině 19. století se obyvatelé ve značné míře vystěhovali. Za první světové války během zimní bitvy v Karpatech (1914/1915) byla obec poškozena a vyhořelo 24 domů.
Po druhé světové válce část obyvatel dojížděla za prací do průmyslových podniků v okolí. V roce 1957 bylo město elektrifikováno, v roce 1959 bylo založeno místní jednotné zemědělské družstvo (zkr. JRD). V roce 1995 bylo zrušeno a nahrazeno zemědělským družstvem Mlynárovce.

## Pamětihodnosti
- Kaple Nanebevstoupení Páně z roku 1890.
- Hřbitov vojáků padlých v první světové válce (národní kulturní památka).
- Na obecním hřbitově roste chráněná lípa.

### Řeckokatolický chrám Narození Přesvaté Bohorodičky
Národní kulturní památka – jednolodní neoklasicistní stavba z roku 1877 se segmentovým ukončením presbytáře a představenou věží. Zařízení chrámu pochází z doby jeho vzniku, nachází se zde ikonostas se secesními prvky.

### Hřbitov vojáků padlých v první světové válce
Národní kulturní památka – je zde pohřbeno 750 padlých vojáků. V roce 2008 prošel obnovou. Nachází se na severovýchodním okraji obce.